# Erich Sparmann

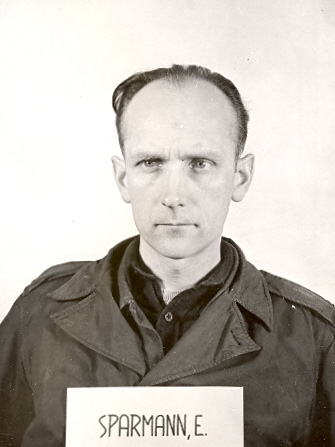
Erich Sparmann als Zeuge bei den Nürnberger Prozessen (um 1946)

Erich Sparmann (* 19. Juli 1907 in Passendorf; † 20. Mai 1974) war ein deutscher SS-Funktionär. Er war unter anderem von 1943 bis 1945 Stabsführer der Germanischen Leitstelle im SS-Hauptamt.

## Leben und Wirken
Sparmann war der Sohn des Maurers Louis Sparmann und seiner Frau Minna, geb. Mueller. In seiner Jugend besuchte er bis zu seinem vierzehnten Lebensjahr die Volksschule. Anschließend absolvierte er von 1921 bis 1924/1925 eine Maurerlehre in Halle an der Saale.
Politisch gehörte Sparmann, dessen Vater sich nach dem Ersten Weltkrieg der Kommunistischen Partei angeschlossen hatte und für diese als Gemeindeabgeordneter in Passendorf fungierte, in den frühen 1920er Jahren der Kommunistischen Jugendbewegung an. 1923 verließ er diese, um sich stattdessen dem rechtsgerichteten Nationalen Bund anzuschließen. Zu dieser Zeit lernte er auch den Rassenforscher Otto Hauser kennen, der nachhaltigen Einfluss auf ihn ausübte.
Infolge von Konflikten mit seinen mehrheitlich kommunistisch eingestellten Arbeitskollegen verließ er bald nach seinem Lehrabschluss um 1925 seine Heimat. Bis 1931/1932 arbeitete er an wechselnden Orten als Maurergeselle sowie als Gärtner und Kraftwagenführer. Zwischendurch – von 1925 bis 1926 – gehörte er zudem der Reichswehr an. Von 1932 bis 1934 war er auf Vermittlung Hausers als Büroangestellter im Büro eines Rechtsanwaltes in Rosenheim tätig.
Ende 1927 trat Sparmann in die NSDAP ein (Mitgliedsnummer 72.030). Der SA gehörte er von 1928 bis 1929 an. Während dieser Zeit führte er die etwa zwölfköpfige SA-Gruppe in Dörzbach an der Jagst. Nach seiner Rückkehr in seinen Geburtsort Passendorf im Herbst 1929 wechselte er in die SS (SS-Nummer 1.752). In dieser blieb er bis 1945, zuletzt – seit 1944 – im Rang eines SS-Standartenführers.
Im April 1933 fuhr Sparmann mit einer Gruppe von SS- und SA-Angehörigen sowie Angehörigen der Bayerischen Politischen Polizei von Rosenheim nach Durchholzen in Österreich, um den vormals im Nachrichtendienst der SA tätig gewesenen Agenten Georg Bell, der im März 1933 ins Ausland geflohen war, nach Deutschland zurückzuholen. Dabei wurde Bell von einem der Teilnehmer dieser "Expedition" – in der Literatur wird in der Regel davon ausgegangen, dass es der Führer der Stabswache des SA-Chefs Ernst Röhm, Julius Uhl, war – niedergeschossen. Anschließend floh das gemischte Kommando – unter Durchbrechung der Grenzschranke – zurück nach Deutschland. Sparmann gab später an, dass er als lokaler SS-Führer in Rosenheim von der Bayerischen Politischen Polizei zu dem Unternehmen hinzugezogen worden sei und dass er von Absichten Bell zu töten vorher nichts gewusst habe.
Anfang 1934 wurde Sparmann hauptamtlicher Mitarbeiter der SS: Zunächst war er bis 1936 Rasse- und Siedlungsführer beim SS-Oberabschnitt Südwest in Stuttgart, anschließend bis 1938 in Braunschweig. Danach war er kurzzeitig Stabsführer beim SS-Abschnitt in Würzburg. Es folgte ein knapp einmonatiges Intermezzo als Mitarbeiter von Wolff in der Reichsführung-SS.
Während der deutschen Zerschlagung der Tschechoslowakei im Herbst 1938 wurde Sparmann in den Sudetengau geschickt, um für den Eintritt in die Allgemeine SS zu werben. Anschließend war er von Dezember 1938 bis kurz nach dem Ausbruch des Zweiten Weltkriegs 1939 Führer der neu aufgestellten 95. SS-Standarte in Trautenau.
Im Oktober 1939 wurde Sparmann zur SS-Totenkopfstandarte im KZ Dachau einberufen, in deren Stab er Rekruten auf ihre Eignung prüfte. In dieser Stellung wurde er 1940 zur sogenannten Einwandererzentralstelle abkommandiert und von dieser ab Herbst 1940 im Ansiedlungsstab in Lodz eingesetzt.
Im Sommer 1942 meldete Sparmann sich zur Waffen-SS. Nach einer Ausbildung als Panzerjäger in den besetzten Niederlanden wurde er an die Ostfront geschickt. Seit Sommer 1943 wurde er an einer Offiziersschule in Prosetschnitz ausgebildet. In der regulären SS brachte er es zuletzt, seit 1944, zum SS-Standartenführer, in der Waffen-SS wurde er Untersturmführer sowie – im Rahmen seiner Tätigkeit als höherer Verwaltungsfunktionär der Waffen-SS – Standartenführer F (Fachführer).
Im Oktober 1943 wurde Sparmann ins SS-Hauptamt in Berlin versetzt und war dort bis zum Ende des Zweiten Weltkriegs Stabsführer der Amtsgruppe D (Germanische Leitstelle). Dies war eine mit der Rekrutierung von „Freiwilligen“ für die Waffen-SS in den deutschbesetzten Ländern Europas betraute Dienststelle (siehe Ausländische Freiwillige der Waffen-SS).

### Nachkriegszeit
Nach dem Zweiten Weltkrieg wurde Sparmann im Zuge der Nürnberger Prozesse als Zeuge vernommen, unter anderem im Wilhelmstraßen-Prozess im Verfahren gegen seinen Vorgesetzten im SS-Hauptamt Gottlob Berger.
Sparmann selbst wurde 1948 zusammen mit Ludwig Kuchler in einem Verfahren vor dem Landgericht Traunstein wegen des Verdachtes, an der Ermordung des Agenten Georg Bell im Jahr 1933 beteiligt gewesen zu sein, angeklagt. Während Kuchler zunächst zu einer Strafe von sieben Jahren verurteilt wurde, wurde das Verfahren gegen Sparmann eingestellt. Am 7. Dezember 1948 revidierte das Oberlandesgericht München die Urteile, wobei beide Angeklagte wegen eines „in Mittäterschaft begangenen Verbrechens der Freiheitsberaubung mit Todesfolge“ für schuldig befunden wurden. Nach Rücküberweisung des Falls an das Landgericht Traunstein wurden beide Männer am 30. März 1949 zu drei Jahren Gefängnis verurteilt.

## Familie
Sparmann war verheiratet mit Maria Luise Luber, mit der er fünf Kinder hatte.